# Bédarieux
Bédarieux este o comună în departamentul Hérault din sudul Franței. În 2009 avea o populație de 6.564 de locuitori.

## Evoluția populației
| An        | 1975  | 1982  | 1990  | 1999  | 2006  | 2009  |
| --------- | ----- | ----- | ----- | ----- | ----- | ----- |
| Populație | 6.425 | 6.207 | 5.997 | 5.962 | 6.518 | 6.564 |

## Personalități născute aici
- Vincent Candela (n. 1973), fotbalist.